# (5145) Pholus
(5145) Pholus – planetoida z grupy centaurów, obiegający Słońce pomiędzy orbitami Saturna i Urana po bardzo eliptycznej orbicie o mimośrodzie 0,5719 w czasie 91 lat i 176 dni. Średnia odległość (5145) Pholusa od Słońca wynosi 20,30 j.a. Ma ona średnicę ok. 190 km. Została odkryta 9 stycznia 1992 roku w programie Spacewatch w Obserwatorium Kitt Peak przez Davida Rabinowitza. Nazwa planetoidy pochodzi od centaura Folosa, przyjaciela Heraklesa w mitologii greckiej.
Obiegając Słońce, Pholus przecina trajektorię Saturna, a w momencie, gdy jest od niego najdalej, znajduje się poza orbitą Neptuna. Jego powierzchnia charakteryzuje się czerwoną barwą.